# Pressbaum
Pressbaum är en stadskommun i Österrike. Den ligger i distriktet Sankt Pölten-Land i förbundslandet Niederösterreich, 20 kilometer väster om huvudstaden Wien. Kommunen har 7 934 invånare (2024).
Kommunen består av fyra orter (Ortschaften) (inom parentes invånarantal 1 januari 2024):
- Au am Kraking (5)
- Pfalzau (542)
- Pressbaum (6 623)
- Rekawinkel (764)